# Robert van Ketton
Robert van Ketton, in het Latijn bekend als Rodbertus Ketenensis, was een Engelse astronoom, vertaler, priester en diplomaat die in de 12e eeuw actief was in Spanje. Hij vertaalde verschillende Arabische werken naar het Latijn, waaronder de eerste vertaling van de Koran in een westerse taal. Van 1144 tot 1157 was hij aartsdiaken in het bisdom Pamplona. In het verleden werd hij verward met Robert van Chester (Latijn: Robertus Castrensis), een andere Engelse vertaler die halverwege de twaalfde eeuw in Spanje actief was; en ten minste één moderne geleerde gelooft dat ze dezelfde persoon zijn.
De bijnaam van Robert, Ketenensis of bij één gelegenheid de Ketene, wordt meestal opgevat als verwijzing naar Ketton, een dorp in Rutland, een paar kilometer van Stamford, Lincolnshire. Het was waarschijnlijk de geboorteplaats van Robert. Deze bijnaam werd nooit gebruikt in officiële documenten die verband hielden met Pamplona, waar hij altijd simpelweg "Meester Robert" (magister Rodbertus) was, wat aangeeft dat hij een Magister artium-diploma had. De identificatie van de vertaler bekend als Robert van Ketton en de aartsdiaken bekend als Meester Robert wordt geleverd door een brief van Petrus de Eerbiedwaardige, abt van de Abdij van Cluny. In de lente of zomer van 1144, toen Peter enkele vertalingen van Robert naar Bernardus van Clairvaux stuurde. In de begeleidende brief noemde hij de vertaler "Robert van Ketton uit Engeland, die nu aartsdiaken is van de kerk van Pamplona" (Roberto Ketenensi de Anglia, quin nunc Pampilonensis ecclesiae archidiaconus est).
- Biblioteca Nacional de España: XX6419827
- Gemeinsame Normdatei: 1031733337
- Nationale Bibliotheek van Israël: 987011416165605171
- Virtual International Authority File: 32794419